# Marella Salvato
Marella Salvato (Bressanone, 26 luglio 1987) è una giocatrice di curling italiana di Cortina d'Ampezzo, atleta del Curling Club New Wave.

## Carriera agonistica

### Nazionale
Il suo esordio con la nazionale italiana allievi di curling è stato il Festival olimpico europeo giovanile (European Youth Olympic Winter Festival) del 2005, disputato a Monthey, in Svizzera: in quell'occasione l'Italia si piazzò al 4º posto.
In totale Marella vanta 5 presenze in azzurro.
CAMPIONATI
Nazionale allievi:
- Festival olimpico europeo giovanile
  - 2005 Monthey ( Svizzera) 4°

### Campionati italiani
Marella ha preso parte ai campionati italiani di curling con il Curling Club New Wave. Oltre ad una vittoria nei campionati minori (categoria esordienti e ragazzi) è stata una volta campionessa d'Italia:
- Campionato italiano assoluto
  - 2004  con Diana Gaspari, Rosa Pompanin, Arianna Lorenzi e Chiara Olivieri